# حاجی محمدوف
حاجی محمدوف (ترکی آذربایجانی: Hacı Məmməd oğlu Məmmədov; ۲۸ آوریل ۱۹۲۰ – ۲ اوت ۱۹۸۱) نوازنده تار اهل آذربایجان و دارنده نام افتخاری «هنرمند مردمی» آذربایجان شوروی سابق بود.

## زندگی‌نامه
حاجی محمدوف ۲۸ آوریل سال ۱۹۲۰ در شهر شماخی به دنیا آمد. وی دانش‌آموخته دانشگاه علوم پزشکی آذربایجان بین سال‌های ۱۹۴۳ تا ۱۹۴۸ بود. از سال ۱۹۴۹ الی ۱۹۷۰ به عنوان جراح فعالیت کرد. وی سابقه کاری در ارکستر دولتی سازهای محلی آذربایجان در میان سال‌های ۱۹۳۰–۱۹۴۸ را دارا بود. سال ۱۹۴۹ بود که تکنواز فیلارمونیک دولتی آکادمیک آذربایجان شد.
حاجی محمدوف یکی از اولین اجرا کنندگان آثار آهنگسازان کلاسیک روسی و اروپای غربی روی تار بود. وی نه تنها آوازخوانان ناموری همچون بولبول، سید شوشینسکی و زلفو آدیگوزلوف را در اجراهای خودشان همراهی کرد، بلکه سفرهای کاری فراوانی به کشورهایی نظیر بلژیک، لهستان، مجارستان، ایران، سوریه، الجزایر و… انجام داد.
حاجی محمدوف در روز ۲ اوت سال ۱۹۸۱ در باکو زندگی را بدرود گفت.

## جوایز
- هنرمند مردمی آذربایجان شوروی: ۱۸ مه سال ۱۹۶۳[۴]
- هنرمند افتخاری آذربایجان شوروی
- «نشان شرف» شوروی: ۹ ژوئن سال ۱۹۵۹